# Ministerio del Poder Popular para el Deporte
El Ministerio del Poder Popular para el Deporte (MPPPD) es un ministerio venezolano creado en el 2006 a partir del Instituto Nacional del Deporte, hasta entonces adscrito Ministerio de Educación, Cultura y Deportes durante la presidencia de Hugo Chávez Frías y reinstaurado en 2024 durante el gobierno de Nicolás Maduro. Su función es regular, definir, e implantar una política de seguimiento, planificación y ejecución de actividades del Ejecutivo Nacional en materia deportiva.
Antes de la conformación de este ministerio, el Instituto Nacional del Deporte (IND) cumplía las atribuciones que fueron conferidas al mismo en el momento de su creación. El IND fue creado el 22 de junio de 1949, durante la presidencia de Carlos Delgado Chalbaud, como un órgano adscrito al Ministerio de Educación. En 1977, durante la primera presidencia de Carlos Andrés Pérez, el ente deportivo fue traspasado al Ministerio de la Juventud. Posteriormente, en 1987, durante el gobierno de Jaime Lusinchi, el IND fue adscrito al Ministerio de la Familia. Luego, en 1999, el presidente Hugo Chávez transferiría el IND al Ministerio de Educación, Cultura y Deportes, y en 2006, decide crear un ministerio independiente para el deporte.
Un año más tarde, en septiembre de 2014, el presidente Nicolás Maduro decidiría unificar a este organismo con el Ministerio de Salud, dando paso al actual Ministerio del Poder Popular para la Juventud y Deportes, y traspasando las competencias de este órgano ejecutivo a un viceministerio para el área deportiva.

## Estructura del Ministerio
- Viceministerio de Promoción Deportiva por la Paz y la Vida
- Viceministerio de Actividad Física
- Viceministro de Deporte y Rendimiento

## Ministros
El profesor Eduardo Álvarez Camacho, viceministro de Deporte, presidente del IND desde 2002 y del Comité Olímpico Venezolano fue el primer ministro que dirigió esta cartera. El 7 de enero de 2008, Victoria Mata, periodista, y exdiputada del MVR, quien fungía como viceministra para la Actividad Física en ese momento, reemplazó al profesor Álvarez como ministra, siendo la primera mujer en ocupar el cargo. Una de las primeras tareas asignadas a Mata fue la de llevar a cien el número de atletas venezolanos clasificados a los Juegos Olímpicos de 2008, hasta entonces sólo 54 atletas lo habían logrado.
El 23 de junio de 2010, como parte de un movimiento mayor en el gabinete, el abogado Héctor Rodríguez, coordinador de la Juventud del PSUV y viceministro de Asuntos estudiantiles del Ministerio de Educación Superior, reemplazó a Mata.
El 21 de abril de 2013, el presidente venezolano Nicolás Maduro, en cadena nacional anuncia que la esgrimista Alejandra Benítez, pasaría a dirigir el Ministerio del Poder Popular para el Deporte. Cargo que ocuparía hasta que el beisbolista y cantante Antonio Álvarez ocuparía el cargo, siendo el último en dirigir esta cartera hasta su disolución.
| Ministros del Deporte de Venezuela                       |                                                          |             |                |
| Orden                                                    | Nombre                                                   | Período     | Presidente     |
| 1                                                        | Eduardo Álvarez Camacho                                  | 2006 - 2008 | Hugo Chávez    |
| 2                                                        | Victoria Mata                                            | 2008 - 2010 | Hugo Chávez    |
| 3                                                        | Héctor Rodríguez Castro                                  | 2010 - 2013 | Hugo Chávez    |
| 4                                                        | Alejandra Benítez                                        | 2013        | Nicolás Maduro |
| 5                                                        | Antonio Álvarez Cisneros (El Potro Álvarez)              | 2013 - 2014 | Nicolás Maduro |
| Ministerio del Poder Popular para la Juventud y Deportes | Ministerio del Poder Popular para la Juventud y Deportes | 2014-2024   | Nicolás Maduro |
| 6                                                        | Arnaldo Sánchez                                          | 2024        | Nicolás Maduro |